# Matti Kekkonen
Matti Kaleva Kekkonen, född 4 september 1928 i Helsingfors, död 3 juli 2013 i Helsingfors, var en finländsk politiker (agrarförbundet/centerpartiet). Han var ledamot av Finlands riksdag 1958–1970 och minister i ministeriet för kommunikationsväsendet och allmänna arbetena (andra kommunikationsminister) i regeringen Paasio I 1967–1968.
Kekkonen var jurist till utbildningen och utöver politikeryrket gjorde han karriär som tjänsteman (regeringsråd vid jord- och skogsbruksministeriet). Han var son till president Urho Kekkonen.